# Mansel (Adelsgeschlecht, Antiochia)
Die  Mansels waren eine bedeutende fränkische Familie im Fürstentum Antiochia, die im 12. Jahrhundert eine Reihe von Konstablern stellte.
Dazu gehören:
- Robert Mansel, ab 1207 Konstabler von Antiochia, ein Sohn der Sybilla, Stiefsohn des Bohemund III. von Antiochia
- Simon Mansel, 1268 Konstabler von Antiochia

weitere Familienmitglieder:
- Bartholomäus Mansel, Bischof von Tartus

Eine Verwandtschaft mit dem gleichnamigen Adelsgeschlecht aus Wales ist nicht belegt.